# Kingston upon Thames Guildhall
Le Kingston upon Thames Guildhall est un guildhall situé à Kingston upon Thames à Londres, en Angleterre. Il est situé dans la High Street, à côté de la Hogsmill River. C'est un bâtiment classé de Grade II.  

## Histoire
Le bâtiment actuel, qui a été conçu par Maurice Webb dans le style néo-georgien, été construit pour la Kingston Corporation, l'autorité locale de l'arrondissement municipal de Kingston-upon-Thames, en 1935. 
Il s'agit d'un bâtiment néo-georgien en briques rouges avec des encadrements en pierre de Portland et un toit en tuiles, réalisé selon un plan semi-circulaire. Au centre de l'élévation semi-circulaire se trouve une tour carrée massive. L'entrée centrale se trouve au pied de la tour. Les références picturales à la Tamise sont affichées sur une clé de voûte à l'intérieur de la niche, les chapiteaux et les portes de fer. Les armoiries de Kingston sont placées plus haut dans la tour.  
Le bâtiment est devenu le siège administratif du grand conseil du Borough londonien de Kingston upon Thames en 1965 et, afin d'accueillir un plus grand nombre d'employés, il a été agrandi en 1968. 
Le Guildhall a cessé d'être un tribunal de première instance en 2011 et a rouvert ses portes en tant que « Old Court House » en septembre 2015.

## Voir également
- Guilde
- Guildhall